# London Coliseum
Het London Coliseum, ook Coliseum Theatre genoemd, is een operagebouw in de Londense wijk Covent Garden. Het theater dateert uit 1904 en werd destijds gebouwd als Londens "meest luxueuze variététheater". Het gebouw kreeg in 1960 de monumentenstatus (grade II* listed building). Vaste bespelers van het gebouw zijn sinds 1968 de English National Opera en het English National Ballet.

## Geschiedenis

### Variété- en musicaltheater
Het in neobarokstijl gebouwde theater in St. Martin's Lane begon zijn loopbaan als commercieel variététheater in december 1904. De exploitatie van dit toentertijd grootste theater van Londen was echter een mislukking en twee jaar later moest het London Coliseum gedwongen sluiten. In 1907 heropende het onder nieuw management en deze keer werd het een succes. In 1931 veranderde de naam van London Coliseum naar Coliseum Theatre. Van de succesvolste voorstellingen uit deze periode kunnen genoemd worden: de muzikale komedie White Horse Inn (vanaf 1931 651 voorstellingen) en de musicals Annie Get Your Gun (vanaf 1947 1304 voorstellingen), Kiss Me, Kate (1951), Guys And Dolls (1953), Pajama Game (1955) en Damn Yankees (1957). Verder werden er regelmatig pantomimes opgevoerd, in Engeland vooral populair rond de kersttijd.

### Opera- en ballettheater

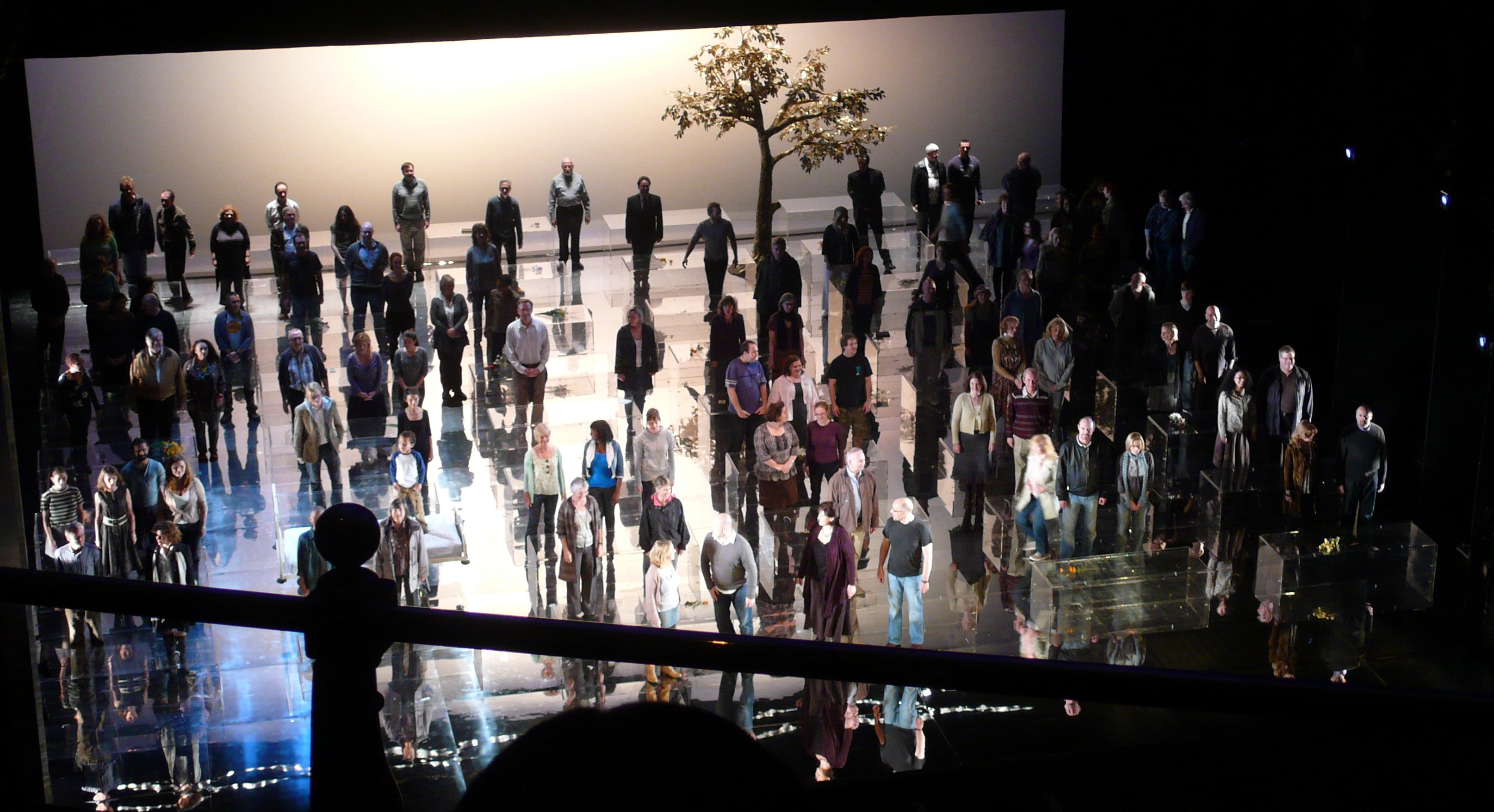
Deborah Warners enscenering van Händels Messiah (2009)

In 1968 verhuisde de Sadler's Wells Opera Company van het Sadler's Wells Theatre naar het grotere Coliseum Theatre, dat daarna weer de originele naam London Coliseum aannam. Vanaf 1974 staat het gezelschap bekend onder de naam English National Opera (ENO). Bijzonder aan de voorstellingen van ENO is dat deze altijd in het Engels worden gezongen, ongeacht de herkomst van de opera. ENO stond lange tijd bekend als de betaalbare opera (in tegenstelling tot het Royal Opera House), maar tegenwoordig zijn ook de kaarten van ENO prijzig. Daarnaast is het theater de thuisbasis van het English National Ballet, dat veel op tournee is. In 1992 nam het operagezelschap het gebouw over voor £ 12,8 miljoen. Van 2000 tot 2004 vond een ingrijpende verbouwing plaats.

## Beschrijving gebouw

### Exterieur
Het Coliseum is een grade II* listed building. Het gebouw is onderdeel van een huizenblok dat begrensd wordt door St. Martin's Lane, Brydges Place, Bedfordbury and Mays Court, maar is aan vrijwel alle zijden door woonhuizen en kantoren ingesloten. Het theatergebouw is diagonaal op de voorgevel geplaatst en loopt parallel met het smalle straatje Brydges Place.
Het ontwerp van de asymmetrische gevel aan St. Martin's Lane zou een 'vrije interpretatie van barok' genoemd kunnen worden. Het gebouw bestaat uit drie hoofdverdiepingen en vier verticale geledingen, waarvan het meest zuidelijke deel en de bredere middengeleding een vergelijkbare opbouw hebben, beide met een glazen serredak. Tussen deze twee geveldelen bevindt zich een toren. Het noordelijk deel heeft een kortere paviljoenachtige toren. De ingangen bevinden zich in het bredere middendeel onder een drievoudige arcade op gepolijste rode granieten kolommen. Op de begane grond van de toren bevindt zich eveneens een ingang, die over twee verdiepingen reikt met een ver uitstekende, smeedijzeren luifel. De toegangsdeuren van hout zijn rijk gedecoreerd. Opvallend zijn verder de loggia's op de tweede verdieping met Ionische zuilen. De hoog oprijzende barokke toren wordt bekroond door een wereldbol van metaal en glas, die voorheen ronddraaide. De gevel is bekleed met terracotta en rijk gedecoreerd met beeldhouwwerk.

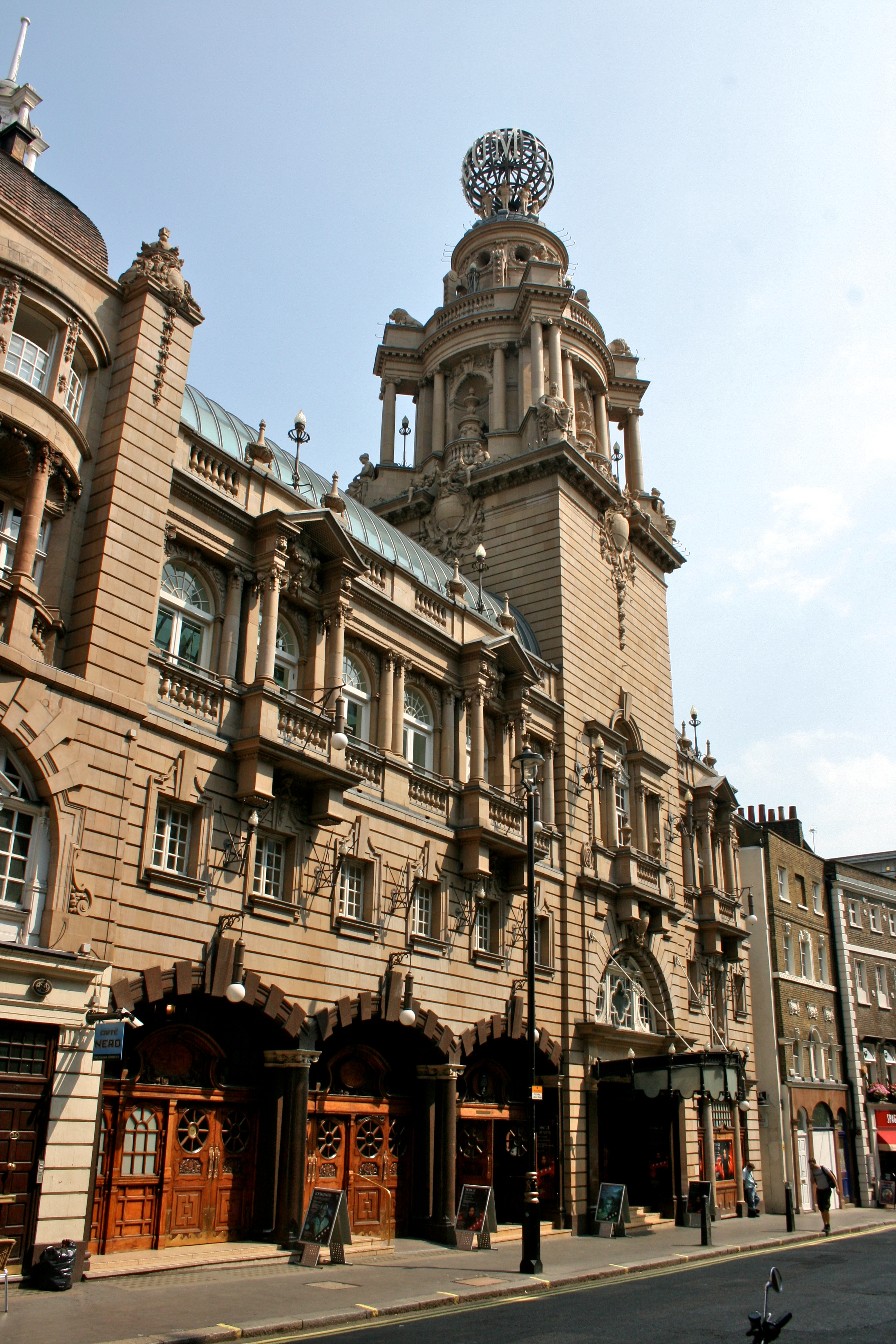
Gevel St. Martin's Lane
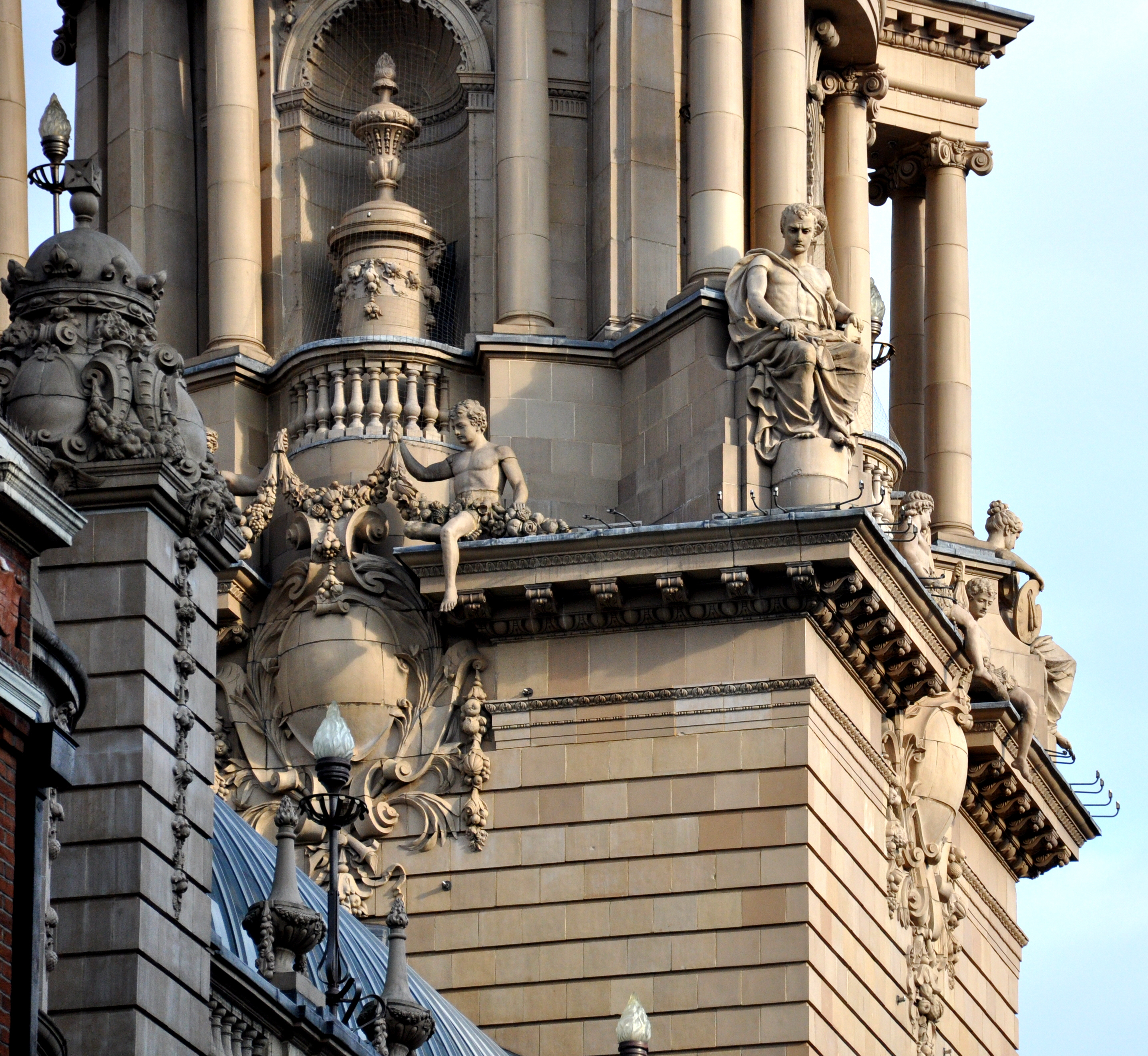
Geveldetail
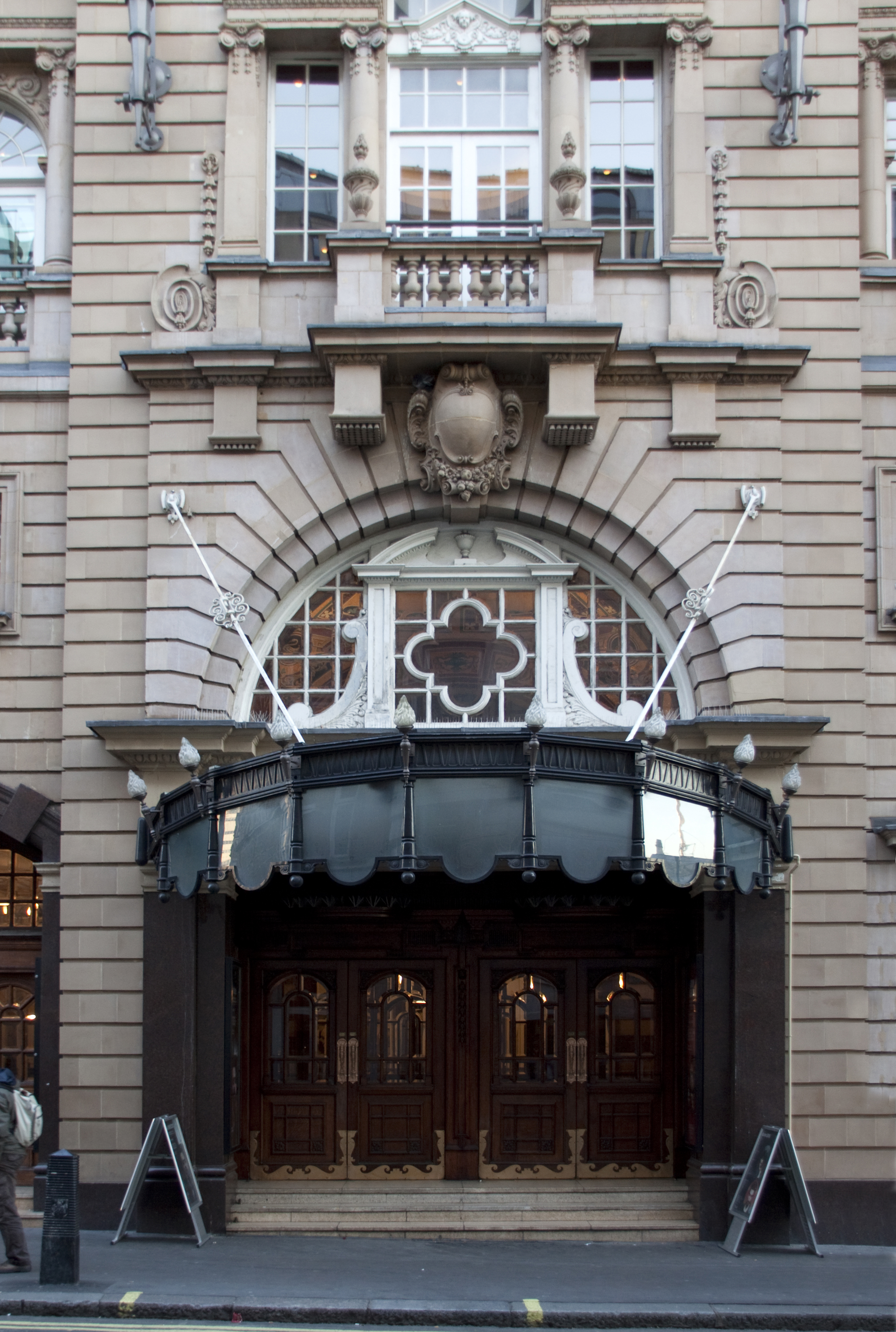
Ingang torendeel
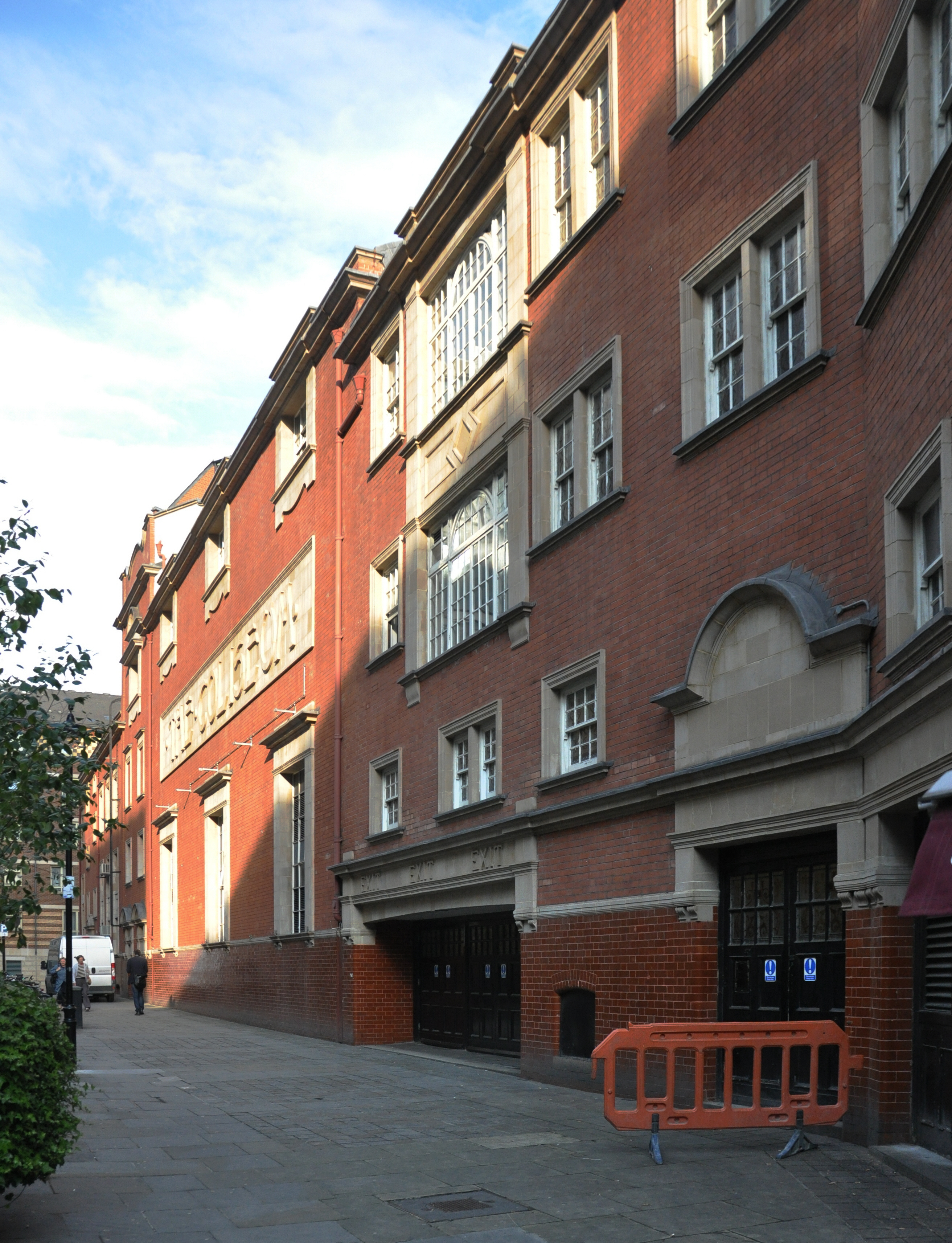
Zijgevel

### Interieur
De uitbundig vormgegeven publieksruimtes zijn deels met Zweeds marmer bekleed. De zaal is een klassiek vormgegeven lijsttheater met een rijk versierde, halfronde toneellijst. Het hoefijzervormige auditoriumgedeelte telt drie verdiepingen en 2558 zitplaatsen. De klassiek ogende zaal is overdadig gedecoreerd met stucwerk en schilderingen met veel Romeinse en Byzantijnse motieven. Bijzonder zijn de loges aan weerszijden van de orkestbak, bekroond met (identieke) beeldengroepen van wagenmenners op strijdwagens voortgetrokken door drie leeuwen.

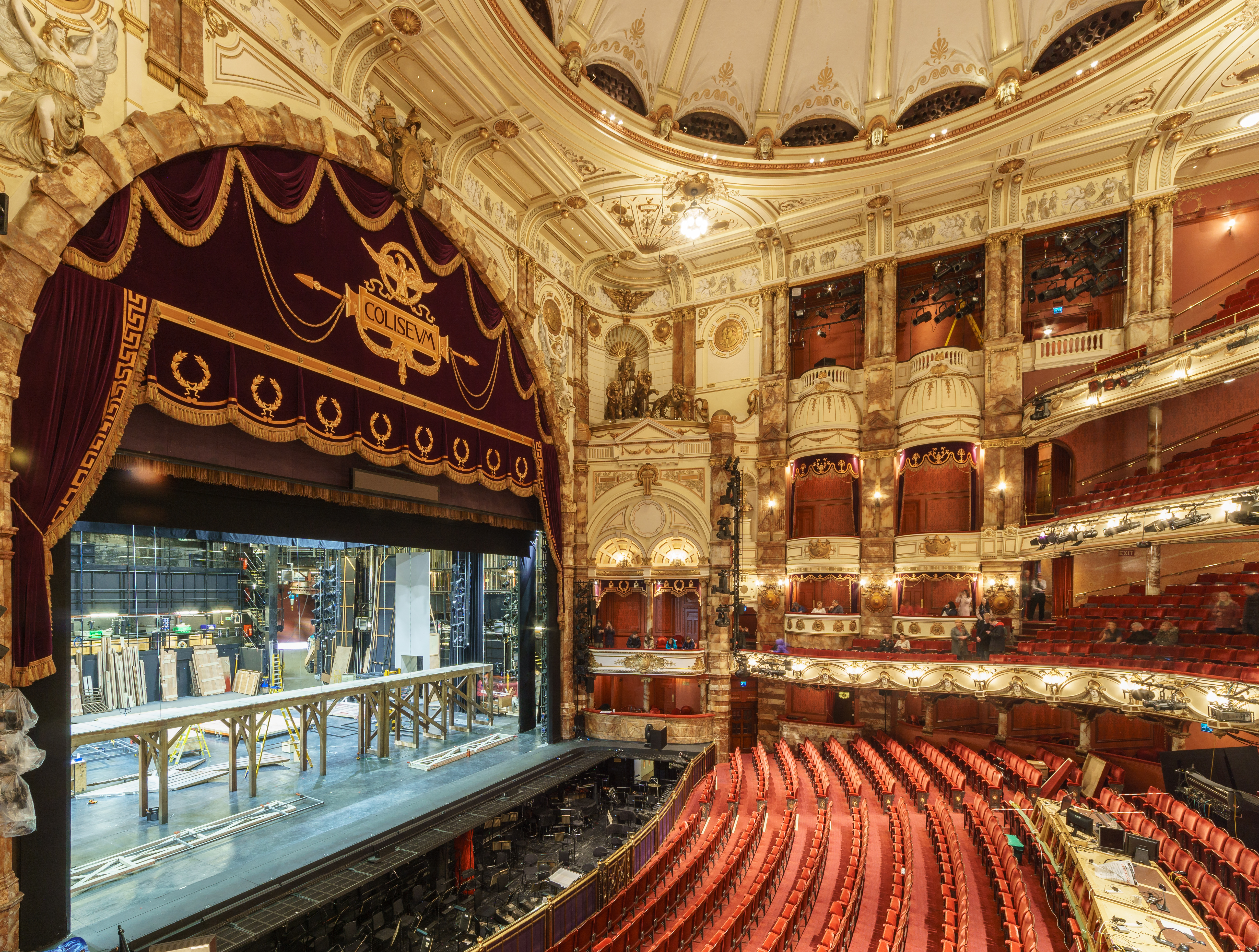
Overzicht zaal
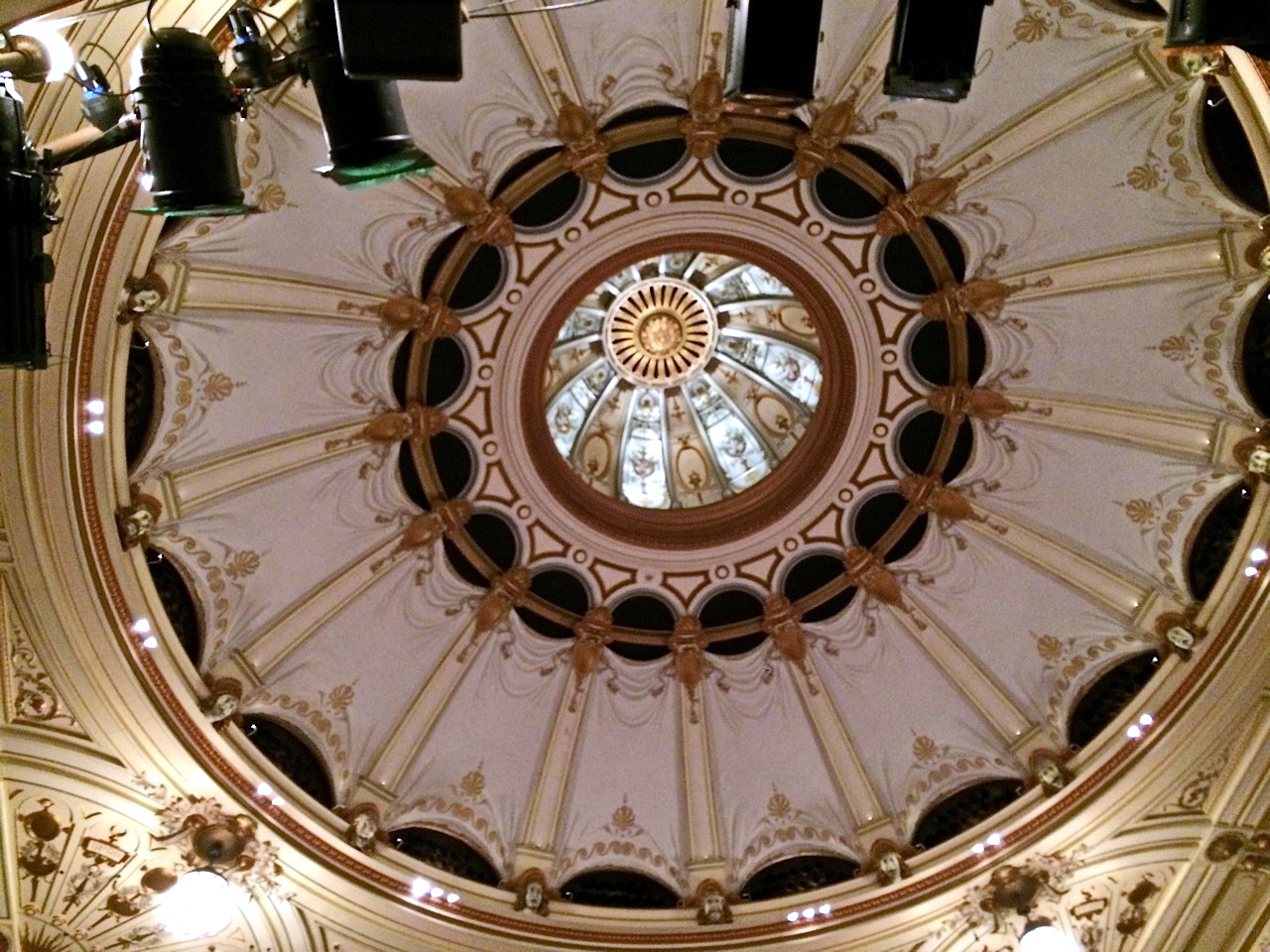
Plafond auditorium
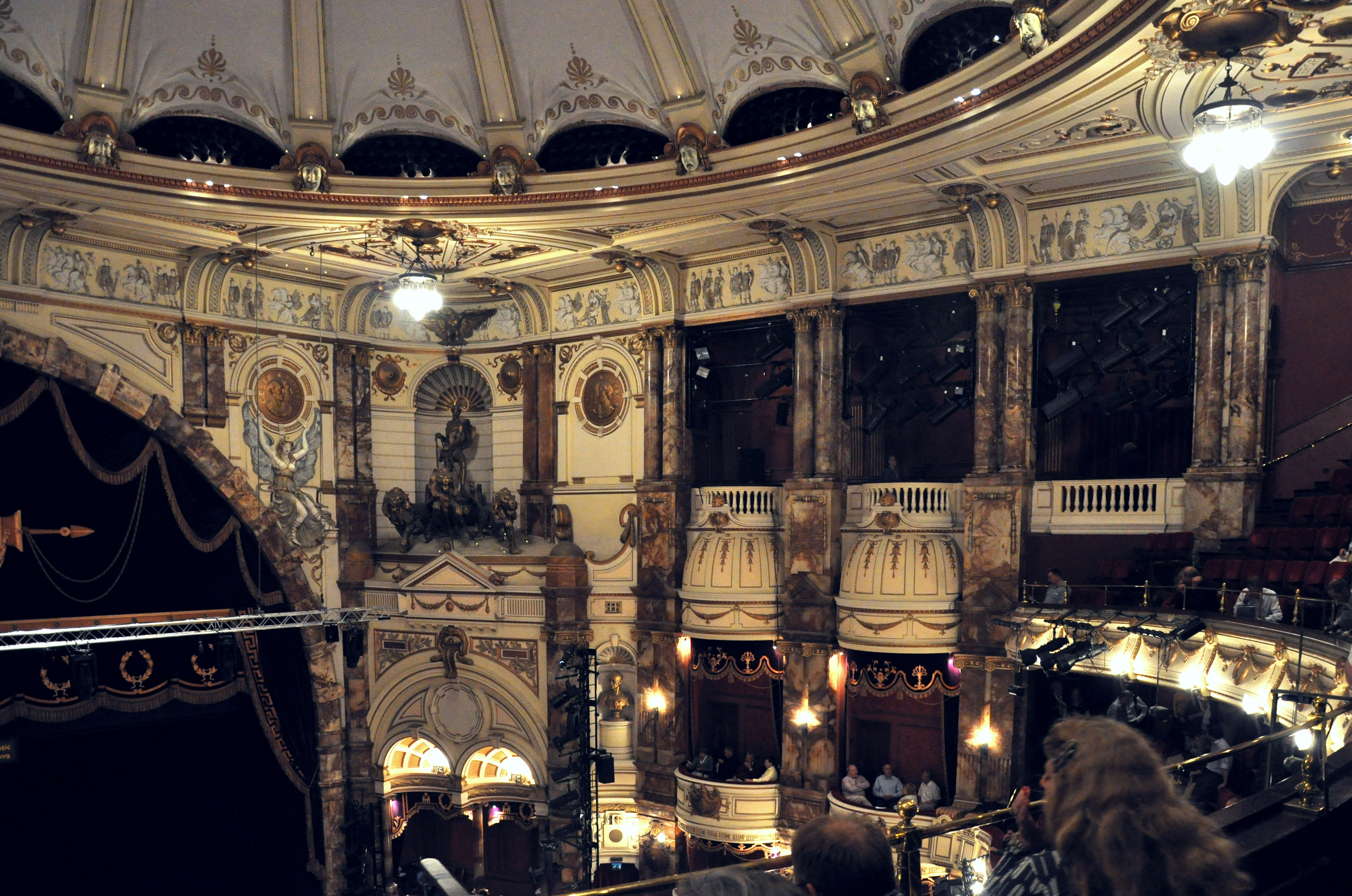
Loges en balkons
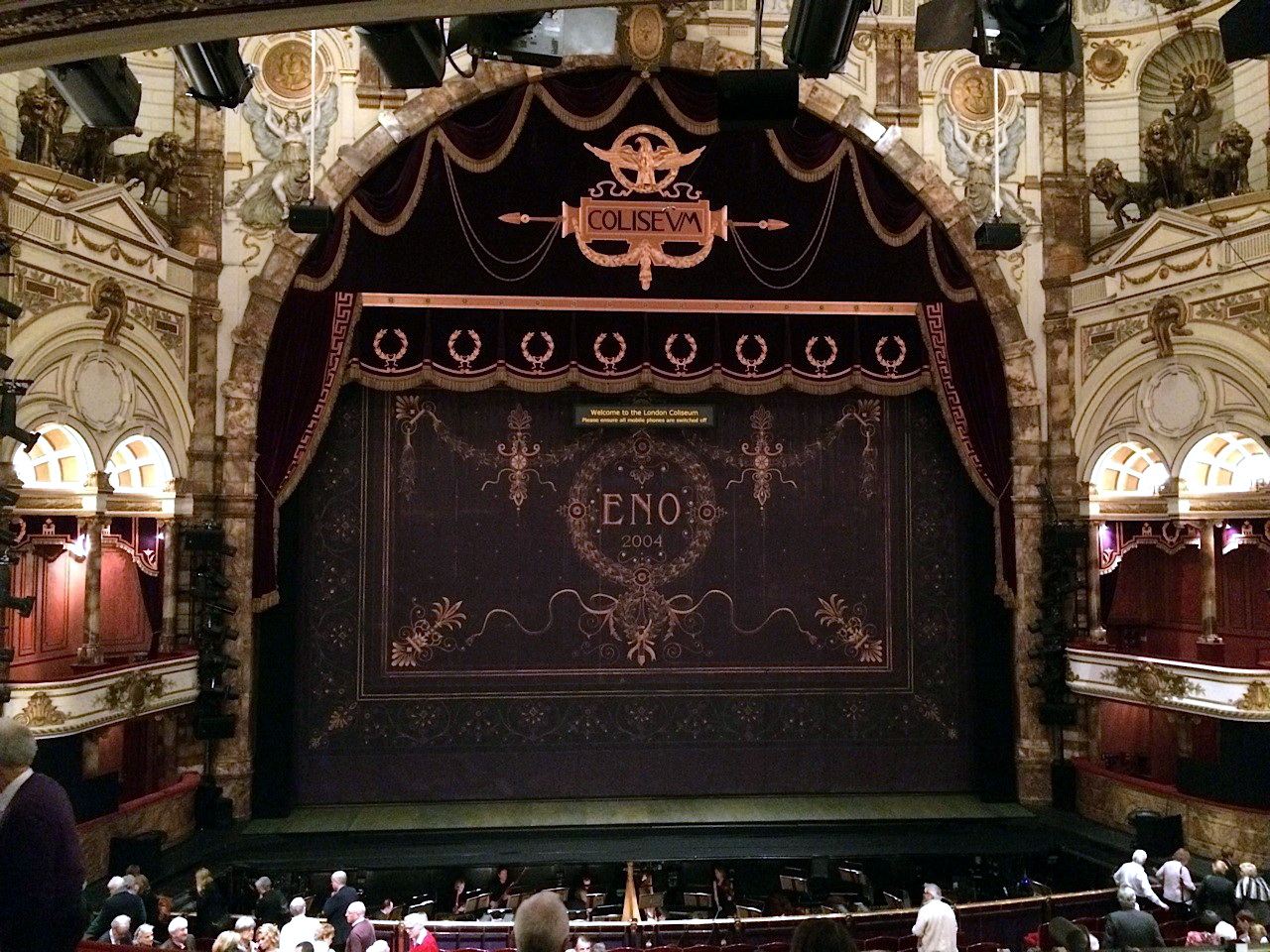
Zicht op het podium